# Pruitt-Igoe

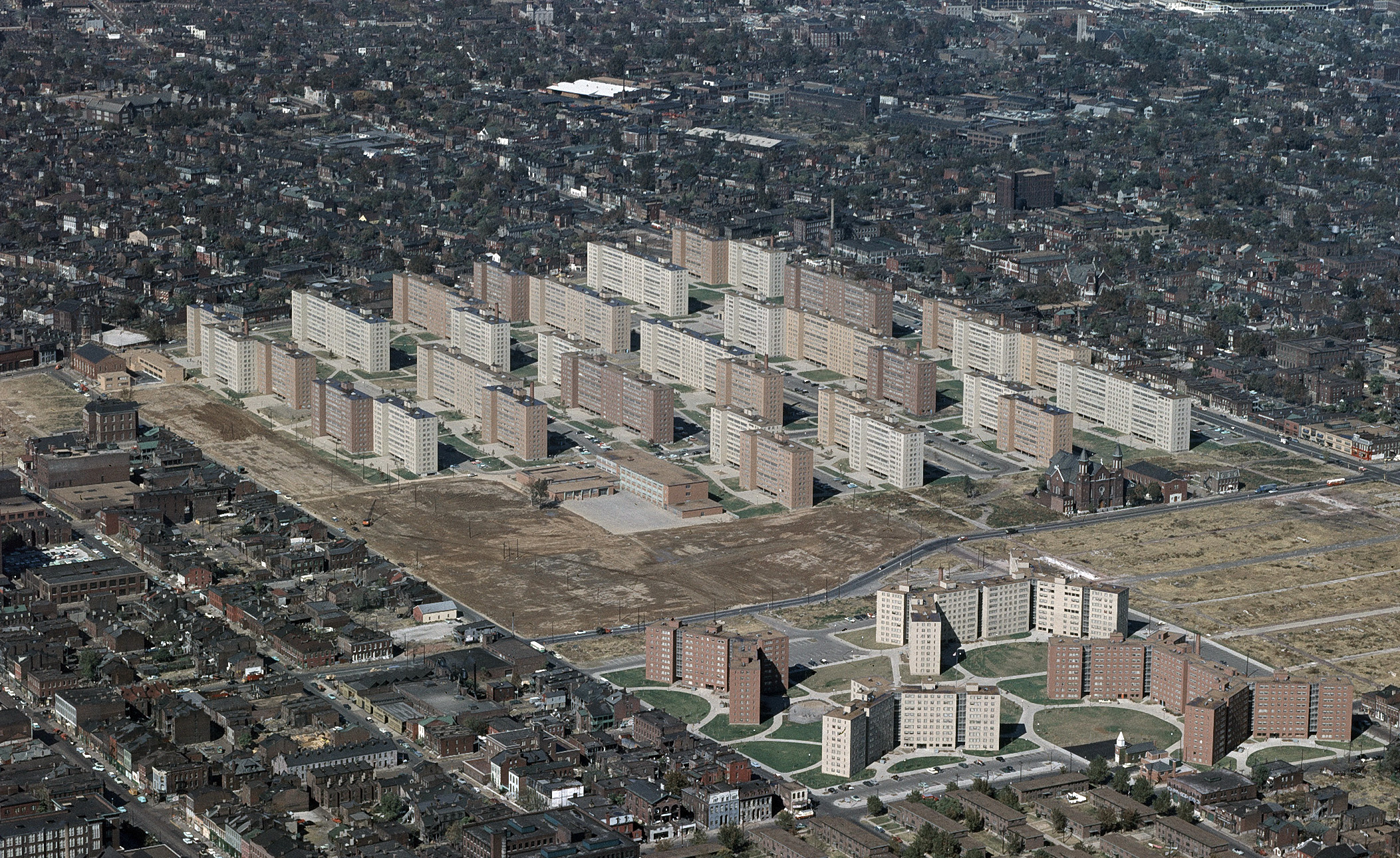
Sídliště Pruitt-Igoe se skládalo ze 33 jedenáctipatrových budov

Pruitt-Igoe bylo městem vlastněné sídliště v St. Louis v americkém státě Missouri. Bylo postaveno na počátku 50. let 20. století a první nájemníci se do něj nastěhovali v roce 1954. Stavby se ujal americký architekt Minoru Yamasaki, který mimo jiné projektoval i Světové obchodní centrum („Dvojčata“) a terminál letiště v St. Louis. Sídliště byl koncipováno jako sociální ubytování, kam byli sestěhováni černoši z ghetta tvořeného nízkými domky ve střední části města. Životní úroveň se však velmi brzy po jeho otevření začala snižovat a sídliště se stalo nechvalně mezinárodně proslulé jako místo chudoby a zločinu. V důsledku toho bylo všech 33 budov v polovině 70. let zbouráno.

## Historie

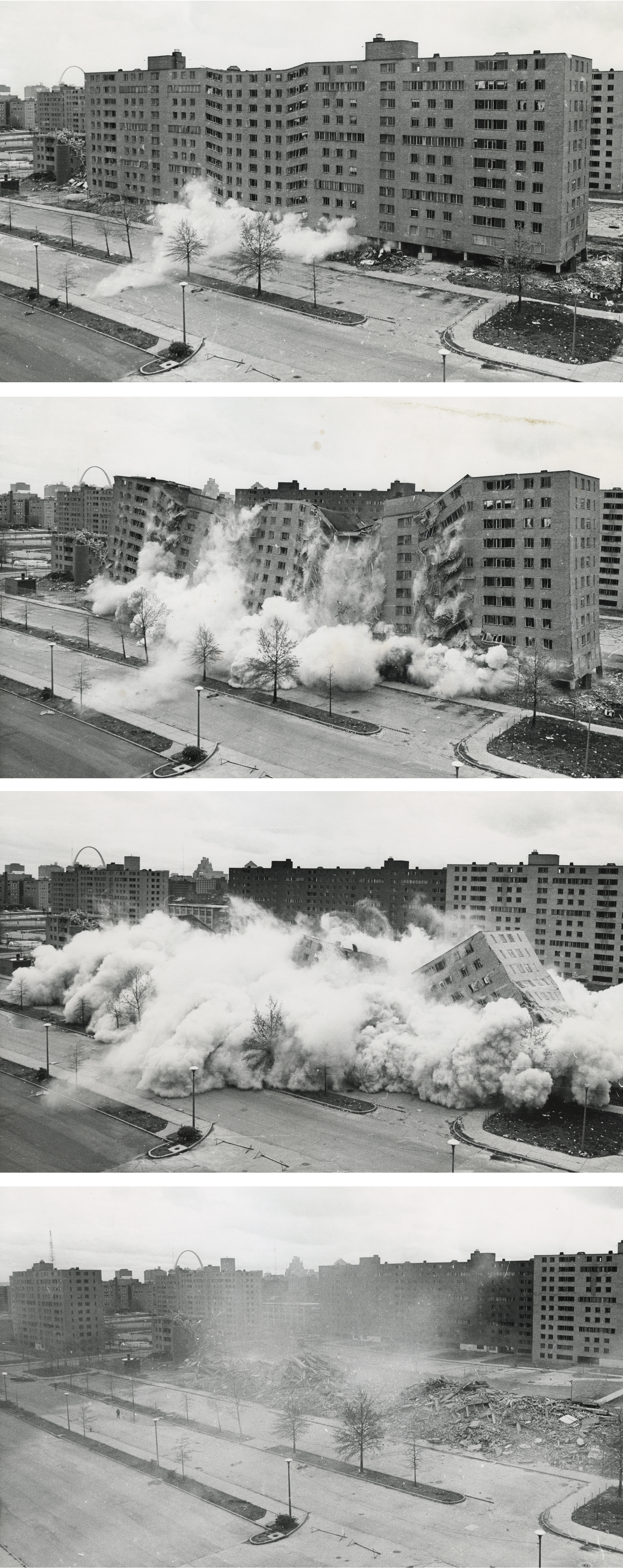
Demolice několika budov v dubnu 1972

Po 2. světové válce začala v americké společnosti pomalu postupovat suburbanizace, kdy běloši v rámci bílého útěku začali opouštět centra měst plná černochů a přesouvat se na bezpečnější předměstí. Koncentrace černochů v centrech začala stoupat a úměrně s tím začala klesat životní úroveň. Radnice St. Louis se proti tomu ale na rozdíl od jiných měst rozhodla bojovat a odstranit černochy z centra vybudováním sídliště s dostatkem volných bytů. Cena činila 36 milionů dolarů, což bylo o 60% nad průměrem pro podobné stavby a projekt byl vnímán jako "luxusní byty pro chudé".
Sídliště bylo původně koncipováno jako segregované se dvěma částmi. V části Pruitt pojmenované po afroamerickém pilotovi Wendellu Pruittovi měli bydlet černoši a v části Igoe pojmenované po bělošském senátorovi Williamu Igoeovi zase běloši. Sídliště bylo otevřeno v roce 1954, ale v roce 1956 byl státem Missouri v rámci postupujícího afroamerického hnutí za občanská práva zrušen segregační zákon, což znamenalo houfný útěk bělochů a zabrání celého sídliště černochy. V té době bylo také nejvíce bytů obývaných - 91%, poté se začaly domy vyprazdňovat, jak z nich nájemníci kvůli vysoké míře násilí utíkali.
Míra násilností byla velmi vysoká, vraždy byly na denním pořádku a do domů se bály jezdit i policejní hlídky nebo hasiči, aby na ně nemířily z okna podomácku vyrobené střely. Projekt se stal nechvalně proslulým po celých Spojených státech. Nakonec se v prosinci 1971 státní a federální autority rozhodly celé sídliště zbourat. Demolice prvního domu proběhla v březnu 1972 a poslední dům byl zbourán v roce 1976.

## Příčiny selhání
Ukázalo se, že sestěhovat všechny nepřizpůsobivé obyvatele pod jednu střechu problémy neřeší, ale naopak je vytváří. Z toho si vzaly ponaučení celé USA a od té doby se v zemi nikdo neodvážil podobné sídliště vybudovat. Architekt Yamasaki později uvedl: „Nikdy bych si nemyslel, že lidé jsou tak destruktivní.“

## V populární kultuře
Záběry demolice jsou obsaženy ve filmu Koyaanisqatsi z roku 1983.